# Bieber (Haune)
Die Bieber ist ein 16,3 km langer linker Zufluss der Haune in der westlichen Rhön im hessischen Landkreis Fulda, Deutschland. 
In der Gewässerstationierung wird sie ungeachtet der landläufigen Auffassung und der sonstigen Kenndaten als Nebenfluss des deutlich kleineren Traisbach es (s. u.) geführt. Nach dieser Auffassung reduziert sich ihre Länge auf 15,8 km und ihr Einzugsgebiet von 41,559 km² auf 26,972 km².

## Verlauf
Die Bieber entspringt südlich des Sternsküppels (624,2 m ü. NN) in der Rhön (Milseburger Kuppenrhön, nah der Nahtstelle zur Wasserkuppenrhön) am Rande der Gemarkung der Gemeinde Poppenhausen. Nach nur etwa 300 Metern Verlauf in nördliche Richtung betritt sie das Gemeindegebiet von Hofbieber, das sie bis zur Mündung nicht verlassen wird.
Nur wenig unterhalb des Weilers Steinwand-Hintereselsbrunn fließt der Bach in nordwestliche Richtung dicht unterhalb des Sternsküppelgipfels vorbei. Hier mündet ein weiterer Quellbach in die Bieber. Dieser kleine Quellbach verläuft südöstlich und südlich, ebenfalls dicht unterhalb des Sternsküppelgipfels. Er durchfließt hier den Bieberweiher.
Die Bieber fließt weiter in nordwestliche Richtung, südwestlich des Sternsküppels und an der Milseburg (835,2 m ü. NN) vorbei. Danach durchquert sie Kleinsassen und den Weiler Schackau, bevor sie eine eher westliche Fließrichtung annimmt. In der Folge passiert der Bach rechts den Kugelberg (505,1 m ü. NN), einen südlichen Ausläufer der Hessenliede (517,7 m ü. NN). Weiter werden die Dörfer Langenbieber, Niederbieber und Wiesen passiert. 
Wenig unterhalb von Wiesen, beim Weiler Mittelberg, fließt die Bieber mit dem ungleich kürzeren Traisbach (s. u.) zusammen, um nur 400 Meter weiter in die Haune zu münden. Einziger Ort am Traisbach außer dem Mündungsort Mittelberg ist Traisbach.

## Nebenflüsse
Vom Traisbach (DGKZ 4264; 4,7 km, 14,553 km²) abgesehen, verfügt die Bieber (bis zum Zusammenfließen mit dem Letztgenannten 15,8 km, 26,972 km²) über keine größeren Nebenflüsse. Beide Teil-Bäche unterscheiden sich deutlich in ihrer Struktur. Während die Bieber fischgrätenartig beidseitig von kurzen Bächen gespeist wird, verzweigt sich das Untersystem des Traisbachs fächerförmig in Richtung Nordosten.